# NGC 1049

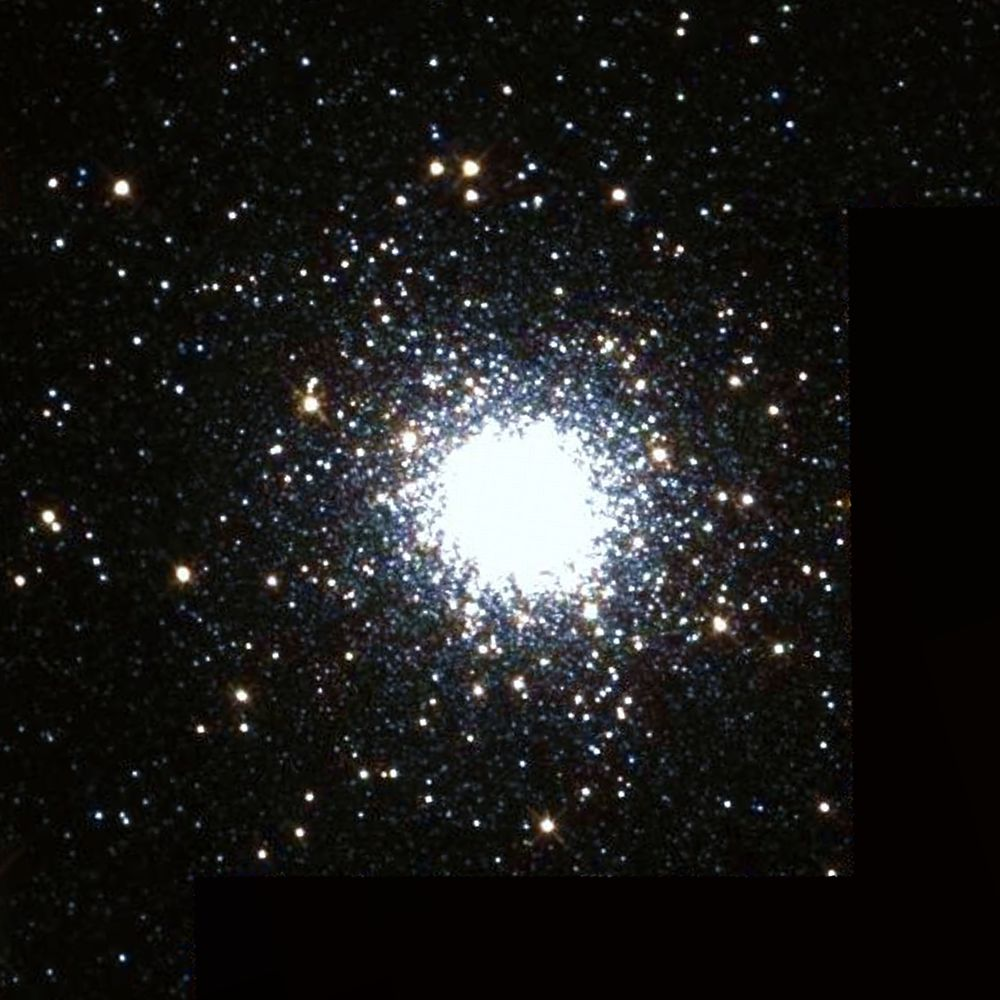
NGC 1049

NGC 1049 är en klotformig stjärnhop som kräver ett kraftfullt teleskop eftersom den har en skenbar magnitud på 12,9. Den ligger ungefär 3 grader sydväst om Beta Fornacis på ett avstånd av 530 000 ljusår från jorden. I ett teleskop på 200 mm syns den kanske endast som en suddig fläck med ca 20 bågsekunders bredd. Den syns svagt på grund av att den inte tillhör vår galax utan det lilla Fornax-systemet.
Stjärnhopen upptäcktes av John Herschel under hans expedition till Godahoppsudden åren 1834 till 1838.